# Anoplocephala perfoliata
Anoplocephala perfoliata (A. perfoliata) är hästens vanligaste bandmask och i en svensk undersökning sågs A. perfoliata i varierande grad hos 65% av hästarna som ingick i studien. A. perfoliata är en plattmaskart som först beskrevs av Johann August Ephraim Goeze 1782.  A. perfoliata ingår i släktet Anoplocephala och familjen Anoplocephalidae. Inga underarter finns listade i Catalogue of Life.

## Livscykel
De vuxna maskarna av A. perfoliata är ca 5–8 cm långa och ca 1,2 cm breda och lever vanligen i övergången mellan nedre delen av tunntarmen och blindtarmen. De är utrustade med fyra stora sugkoppar med vilka de fäster in i tarmslemhinnan. Från de vuxna maskarna avskiljs äggfyllda segment som följer med träck ut i miljön där äggen släpps fria och kan sedan överleva upp till 9 månader på betet. Parasiten är beroende av en mellanvärd, ett litet kvalster av släktet Orbatidae, för att kunna spridas vidare. Dessa kvalster äter upp bandmaskäggen och parasiten utvecklas vidare i kvalstret. Hästen smittas sedan på betet då kvalstren lätt kan följa med gräset in i hästens mun och parasiten utvecklas sedan vidare till vuxen mask. Hela livscykeln tar ca 6-10 veckor.

### Diagnostik
Bandmaskäggen är inte jämnt distribuerade i hästens träck utan utsöndringen sker mera intermittent. Därför är de enklare analysmetoderna mindre tillförlitliga och kan tyvärr ge falskt negativa resultat. I dagsläget är en så kallad kvalitativ analys, som använder en större mängd träck, den mest pålitliga för att påvisa bandmask (A. perfoliata) hos häst

### Symptom
Många hästar har bandmask utan att vara sjuka eller visa några symptom. En nyligen genomförd svensk studie visade på ett samband mellan kolik och infektion av bandmask (A. perfoliata), man har även sett skador i tarmslemhinnan som korrelerar med antalet maskar som hästen är infekterad med. 